# Carl Absalon Fürst

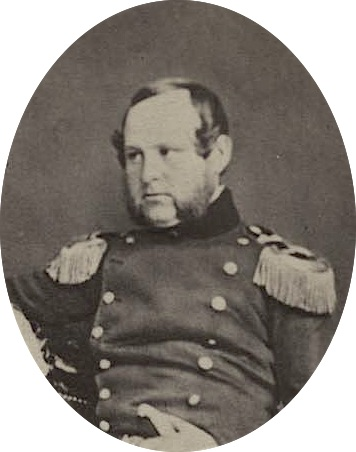
Carl A. Fürst.

Carl Absalon Fürst, född den 22 juni 1822 i Karlskrona, död den 22 februari 1855, var en svensk läkare. Han var far till Carl Magnus Fürst, bror till bland andra Magnus, Richard och Manfred Fürst samt farbror till Thorvald Fürst.

## Biografi
Carl Fürst var son till överfältläkaren Carl Johan Fürst och Johanna Lovisa Sjöborg. Han blev medicine doktor och kirurgie magister samt utnämndes 1848 till bataljonsläkare vid flottan. Som nygift 1849 med Betty Hubendinck inrättade han sitt hem i den gamla sjukhusbyggnadens södra hörn vid Bastion Aurora på Trossö i Karlskrona. Fürst avancerade till förste bataljonsläkare vid flottan och var även förordnad som förste stadsläkare där.
I Ellen Keys bok Minnen av och om Emil Key. berörs Fürsts nära vänskap med författarinnans far Emil Key. De var under studietiden i Lund nära vänner och tillhörde båda ett slags förbund, vanligen benämnt det unga Sverige, under det sena 1830-talet till mitten av 1840-talet. Förbundets sammanträden hölls hos bröderna Fürst, som bodde på tredje våningen i rådman Sjöströms då nybyggda stenhus, beläget med gaveln i gränsen till Lundagård och fasaden mot Lilla torget, en öppen plats mellan Lundagård och Storgatan.

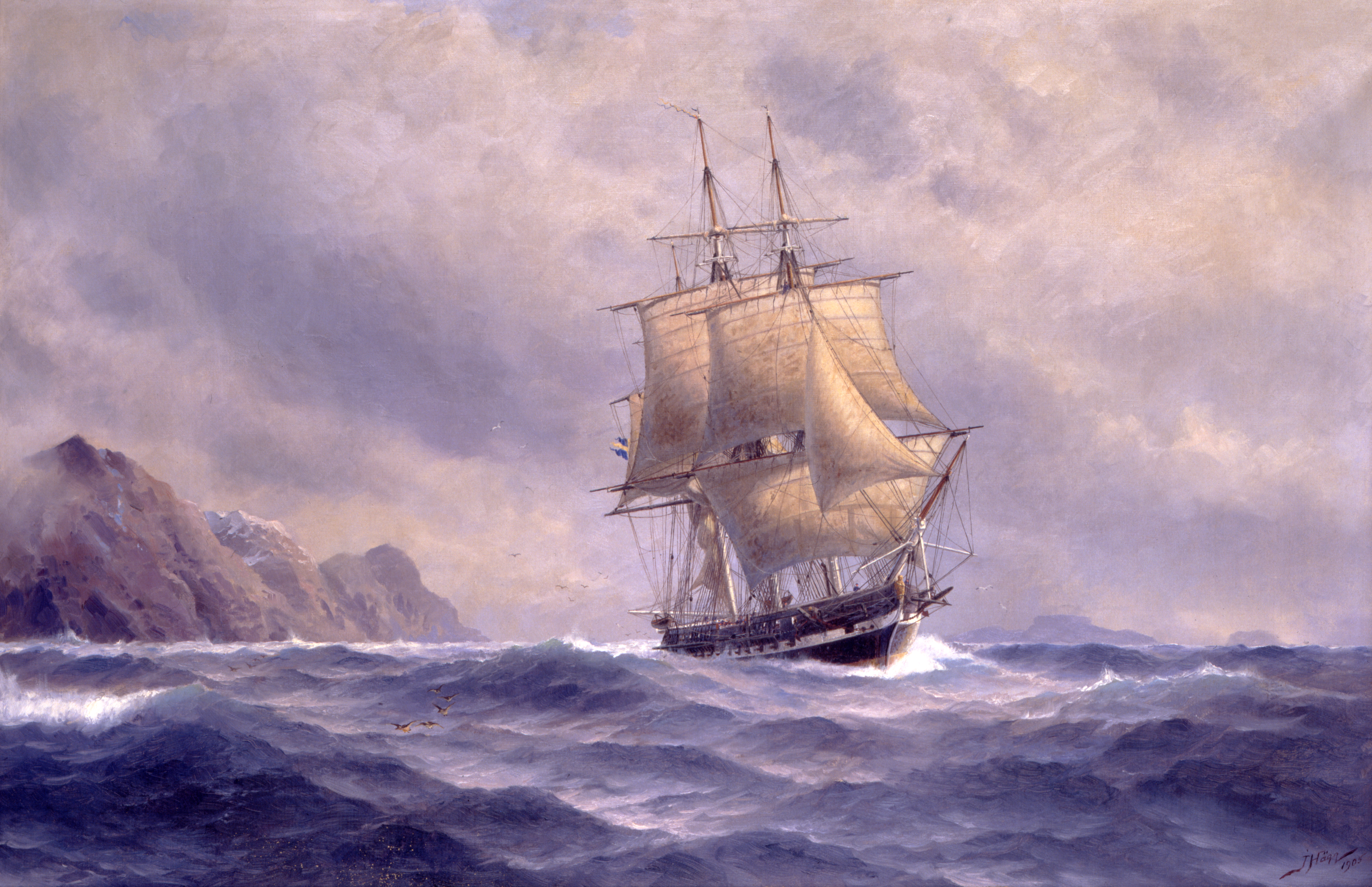
Målning av HMS Eugenie av Jacob Hägg.

Under år 1848 tjänstgjorde Fürst som uppbördsläkare på fregatten HMS Eugenie, där prins Oscar, sedermera Oscar II, var officer. Det uppstod ett vänskapsband mellan prinsen och hans läkare i en tid, då eskadern demonstrerade Sveriges möjligheter att ingripa i fejden mellan Preussen och Danmark i konflikten om Schleswig-Holstein.
Fürst avled i epidemisk hjärnhinneinflammation 1855, 32 år gammal. Även Fürsts bröder Magnus Fürst och Manfred Fürst var läkare inom flottan.